# Podmornice razreda Paltus
Razred Paltus (rusko Проект 877 «Палтус», latinizirano: Projekt 877 Paltus) je razred dizel-električnih podmornic Sovjetske in Ruske vojne mornarice. Na osnovi tega razreda je bil konstruiran moderniziran razred Varšavjanka (rusko Проект 636.3 «Варшавянка», Projekt 636.3 Varšavjanka – Na barikade (pesem)). Paltus pomeni v ruščini navadni jezik.

## Zgodovina
Podmornice obeh razredov so primarno namenjene uničevanju sovražnikovih ladij in podmornic v razmeroma plitkih vodah.
Podmornice razreda Paltus so opremljene s sonarskim sistemom MGK-400 Rubikon, ki vključuje tudi sistem za odkrivanje in izogibanje min MG-519 Arfa. Podmornice razreda Varšavjanka imajo nameščen izboljšan sonarski sistem MGK-400EM z nadgrajenim sistemom za odkrivanje in izogibanje min MG-519EM.
Razred Paltus naj bi nasledil razred Lada, vendar so se pri prvi podmornici tega razreda Sankt Peterburg pojavile večje pomanjkljivosti. Zato je bil pripravljen projekt modernizacije razreda Paltus, na osnovi katerega je bil razvit razred Varšavjanka. Vmesno razvojno stopnjo med obema razredoma predstavlja Projekt 636, ki predstavlja posodobljen razred Paltus in je namenjen izvozu (Kitajska, Alžirija in Vietnam). Med letoma 2014 in 2016 je bilo prvih šest podmornic razreda Varšavjanka predanih Črnomorski floti, med letoma 2019 in 2024 pa bo naslednjih šest predanih Tihooceanski floti. Leta 2020 je Ruska vojna mornarica podpisala pogodbo za prvo podmornico tega razreda za Baltsko floto. Razred Varšavjanka je bil podobno kot razred Paltus  konstruiran v biroju Rubin pod vodstvom glavnega konstruktorja Jurija Kormilicina, podmornice pa gradi sanktpeterburška ladjedelnica Admiralti.
13. septembra je bila v ukrajinskem raketnem napadu zadeta podmornica Rostov-na-Donu. Iz satelitskih posnetkov in fotografij po napadu je ukrajinsko in britansko ministrstvo za obrambo ocenilo, da so obsežne poškodbe nepopravljive. Rusija je medtem trdila, da jo bo popravila in vrnila v uporabo. Zaradi zaprtja Dardanel je tudi ni možno odvleči na popravilo v Sankt Peterburg.

## Enote
V poševnem tisku so ocenjeni podatki.
| Razred      | Ime                     | Gredelj položen   | Splavljena        | Predana           | Flota              | Stanje                                  |
| ----------- | ----------------------- | ----------------- | ----------------- | ----------------- | ------------------ | --------------------------------------- |
| Varšavjanka | Novorosijsk             | 20. avgust 2010   | 28. november 2013 | 22. avgust 2014   | Črnomorska flota   | [ 6 ]                                   |
| Varšavjanka | Rostov-na-Donu          | 21. november 2011 | 26. junij 2014    | 30. december 2014 | Črnomorska flota   | Najverjetneje nepopravljivo poškodovana |
| Varšavjanka | Stari Oskol             | 17. avgust 2012   | 28. avgust 2014   | 25. junij 2015    | Črnomorska flota   | [ 10 ]                                  |
| Varšavjanka | Krasnodar               | 20. februar 2014  | 25. april 2015    | 5. november 2015  | Črnomorska flota   | [ 11 ]                                  |
| Varšavjanka | Veliki Novgorod         | 30. oktober 2014  | 18. marec 2016    | 25. oktober 2016  | Črnomorska flota   | [ 12 ]                                  |
| Varšavjanka | Kolpino                 | 30. oktober 2014  | 31. maj 2016      | 24. november 2016 | Črnomorska flota   | [ 13 ]                                  |
| Varšavjanka | Petropavlovsk-Kamčatski | 28. julij 2017    | 28. marec 2019    | 25. november 2019 | Tihooceanska flota | [ 14 ]                                  |
| Varšavjanka | Volhov                  | 28. julij 2017    | 26. december 2019 | 24. oktober 2020  | Tihooceanska flota | [ 15 ]                                  |
| Varšavjanka | Magadan                 | 1. november 2019  | 26. marec 2021    | 5. oktober 2021   | Tihooceanska flota | [ 16 ]                                  |
| Varšavjanka | Ufa                     | 1. november 2019  | 31. marec 2022    | 16. november 2022 | Tihooceanska flota |                                         |
| Varšavjanka | Možajsk                 | 23. avgust 2021   | 27. april 2023    | 28. november 2023 | Tihooceanska flota | [ 20 ] [ 21 ]                           |
| Varšavjanka | Jakutsk                 | 23. avgust 2021   | 11. oktober 2024  | 11. junij 2025    | Tihooceanska flota | [ 23 ] [ 24 ]                           |
| Varšavjanka | Petrozavodsk            | 2024              |                   | jesen 2025        | Baltska flota      | [ 25 ]                                  |
| Varšavjanka | Mariupol                | 2024              |                   | jesen 2026        | Severna flota      | [ 25 ]                                  |

## Galerija
- Poljska podmornica Orzeł, junij 2011
- Ruska podmornica
- Alžirska podmornica
- Kitajska podmornica
- Notranjost
- Ruska podmornica med plovbo